# Klient OPC
Klient OPC – oprogramowanie, które korzysta z usług oferowanych przez serwer OPC.
Klient może mieć następujące funkcje:
- możliwość podłączenia do serwera, i odczytywania statusu serwera;
- tworzenie grup i dodawanie zmiennych procesowych (ang. item);
- przeglądanie struktury danych serwera, dzięki wykorzystaniu Browse;
- przeglądanie właściwości poszczególnych zmiennych procesowych;
- odczyt/zapis synchroniczny i asynchroniczny;

Najczęściej klient OPC może podłączyć się i korzystać z usług jednego serwera opc, ale możliwe jest również jednoczesne podłączenie do kilku serwerów OPC i korzystanie z usług oferowanych przez kilka serwerów. Możliwy jest wtedy, np. odczyt danych z kilku serwerów.
Zobacz też:
- OLE for process control
- OPC Data Access
- OPC Historical Data Access
- OPC Alarms & Events
- OPC Security
- OPC Unified Architecture